# Колледж Святого Петра (Оксфорд)
Колледж Святого Петра (лат. Collegium Sancti Petri; англ. St Peter's College; полное название — англ. St Peter's College in the University of Oxford of Queen Elizabeth’s Foundation) — один из колледжей Оксфордского университета. Основан в 1929 году. Находится в историческом центре города.

## История
Основан в 1928 году как хостел для талантливых юношей, чьи финансовые возможности не позволяли поступить в другие колледжи Оксфордского университета, епископом Фрэнсисом Шавассом и его сыном — Кристофером, в честь сына и младшего брата-близнеца — капитана Британского медицинского корпуса Ноэля Шавасса, единственного кавалера Креста Виктории, удостоенного этой награды дважды за участие в Первой Мировой войне. 
Колледж находится на месте, где прежде располагались два старейших холла Оксфордского университета: Нью Инн Холл и Роуз Холл. По названию первого получила своё название улица, на которой ныне располагается колледж святого Петра. О древности этого места свидетельствует также тот факт, что колледж святого Петра, вместе с колледжем лорда Наффилда, расположены ближе всех остальных колледжей университета к Оксфордскому замку.
В 1929 году хостел получил лицензию Оксфордского университета, дающую право обучать 40 студентов-юношей под брендом университета. С тех пор именовался Холлом Святого Петра. 
В 1961 году холл святого Петра был по представлению Коллегии Оксфордского университета удостоен «королевской хартии», дающей ему право именоваться колледжем. С этого момента и поныне носит название Колледж Святого Петра.
Колледж принимает на обучение женщин с 1979 года. 
Цвета колледжа — зелёный и золотой.
Описание герба: Per pale vert and argent, to the dexter two keys in saltire or surmounted by a triple towered castle argent masoned sable and on the sinister a cross gules surmounted by a mitre or between four martlets sable, the whole within a bordure or.

## Колледж сегодня
В настоящее время насчитывает около ста членов и лекторов и чуть менее 500 учащихся, из них: более 300 на бакалавриате; около 100 — на годичном мастерском курсе; порядка 20 студентов по международному обмену и около 20 человек ежегодно принимают на четырёхгодичный курс доктора-исследователя.
Около половины поступающих в колледж студентов — женщины.
Студенты колледжа довольно успешно выступают в гребных гонках, регби, женском лакроссе и хоккее на траве. В часовне колледжа регулярно проводятся лекции и концерты с участием студентов и известных гостей.
Принадлежащие колледжу активы оцениваются в разных источниках в сумму от 29 до 35 миллионов фунтов стерлингов.

## Известные выпускники
Несмотря на относительную «молодость» колледжа святого Петра среди его видных воспитанников числятся: кинорежиссёр Кен Лоуч, бывший глава Банка Англии Марк Карни, бывший командующий Британской Армией генерал сэр Николас Хоутон, бывший Первый лорд Адмиралтейства и начальник Главного морского штаба Великобритании адмирал сэр Марк Стэнхоуп, бывший исполнительный директор Футбольной ассоциации Великобритании Дэвид Дэвис, журналистка — зам. главного редактора журнала «The New Statesman» Хелен Льюис, актёр Хью Дэнси, наследный принц Королевства Бутан Джигъел Угъен Вангчук, первая женщина-епископ Англиканской церкви Либби Лэйн, — и многие другие выдающиеся деятели британской и международной политики, бизнеса, науки и культуры.

## Мастера колледжа
В колледже Святого Петра глава колледжа по традиции именуется Мастером:
- Кристофер Мод Шавасс (1929)
- Джулиан Торнтон-Дьюзбери
- Роберт Вильмот Хоуард
- Джулиан Торнтон-Дьюзбери
- Алек Кэйрнкросс
- Джеральд Эйлмер
- Джон Бэррон (1991—2003)
- Бернард Сильвермэн (2003—2009)
- Марк Дэмезер (2010 - 2019)
- Джудит Бьюкэнэн (2019 — по настоящее время)